# Isogamus czarnohorensis
Isogamus czarnohorensis là một loài Trichoptera trong họ Limnephilidae. Chúng phân bố ở miền Cổ bắc.